# John Elphinston
John Elphinston (Elphinstone), ros. Джон Эльфинстон (ur. 1722, zm. 1785) – angielski i rosyjski wojskowy, admirał, dowódca eskadry floty rosyjskiej w bitwie pod Nauplion.

## Życiorys
Wyróżnił się podczas wojny siedmioletniej. W 1768 przeszedł na służbę w rosyjskiej marynarce wojennej w stopniu kontradmirała. W 1770 został wysłany z Kronsztadu z eskadrą jako wsparcie dla adm. G.A. Spiridowa dla operacji podjętych we wschodnim akwenie śródziemnomorskim (w archipelagu wysp greckich). Wskutek sporu kompetencyjnego ze Spiridowem, naczelne dowodzenie połączonymi siłami przejął ówczesny faworyt carycy hr. Aleksiej Orłow. 
Elphinston ze swą eskadrą odegrał decydującą rolę w bitwie pod Nauplion i pod Czesmą, przypisując sobie później główną rolę w zwycięstwach. W ich następstwie proponował przejście okrętów rosyjskiej flotylli w Dardanele i opanowanie Stambułu, pomysł ten jednak został odrzucony przez Orłowa i Spiridowa. Podejmując tę akcję samowolnie, utracił jeden z okrętów, narażając się na niełaskę Katarzyny II (obciążony też podejrzeniem o przywłaszczenie pieniędzy). Choć w związku z tym nie został wprost ukarany (caryca nie zamierzała zakłócać korzystnych stosunków z Anglią), wstrzymano mu jednak należne wynagrodzenie. Obrażony tym Elphinston zrezygnował ze służby na rzecz Rosji i powrócił do kraju. W służbie korony brytyjskiej uczestniczył później w angielskich wojnach kolonialnych i w wojnie z Francją.